# Contra Informação
Contra Informação foi uma série de marionetas transmitida pela RTP1 e produzida pela Mandala.
Largamente inspirada no Spitting Image da ITV britânica e no Guignols de l'info do Canal+ francês, a série começou na SIC com os nomes de "Jornalouco", "Desculpem Qualquer Coisinha" e "Cara Chapada", mas não atingindo o sucesso esperado mudou-se para a RTP1 onde passou a ser um dos programas mais populares da estação pública, tendo já sido emitido diariamente perto do "Telejornal" em diversos horários: 19:55, 21:00, 22:00 e em intervalos de jogos de futebol ou de galas especiais.
O programa de sátira política passou de diário a semanal de 25 minutos em 2007 sob o nome de "Contra" que em setembro de 2008 passou novamente a ser designado de "Contra Informação" e acabou a 12 de dezembro de 2010 após quase 15 anos de exibição na televisão pública, após a RTP não ter renovado o contrato com a Mandala, produtora do programa.
O programa voltou em 2013, desta vez, na SIC Notícias e na SIC Radical, sob o nome de "ContraPoder" que terminou em outubro do mesmo ano e regressaram em novembro de 2014 na internet sob o nome "Os Bonecos", que também terminou a janeiro de 2015. Em 2021, foi exibido no SAPO e numa aplicação interativa da MEO uma série semelhante, Do Contra.
Em outubro de 2015, a RTP Memória passou a reexibir a série. No entanto, os episódios dos anos 2000 nunca repetiram. A série está disponível na plataforma online RTP Arquivos.

## Manipuladores
- Rui Pimpão †
- Carlos Ramon
- Carlos Mateus de Lima
- Ricardo Cabanelas
- Ricardo Moreno
- Pedro Rosário
- André Nunes
- Paulo Santos
- Miguel Teixeira
- Ricardo Valdágua
- Sérgio Paixão
- Pedro Rodrigues
- Tiago Vilhena
- Joaquim Guerreiro
- António Amaro
- Rogério Tavares

## Voz
- Bruno Ferreira
- João Canto e Castro
- Mila Belo
- António Machado
- Rui Pimpão  †
- Paulo Gomes
- Miguel Velez
- Luísa Cruz
- Vítor Correia Marques †
- Paulo Bernardo
- João Gamboa
- Isabel Campelo
- Novo Gimba
- Lurdes Pritty

## Paródias
O programa conta com mais de 170 sátiras a pessoas, marcas, jornais, canais e programas de TV.

### Políticos e juristas portugueses
- A Libido Dias - Alípio Dias[4]
- Acabado Silva / Regressado Silva - Cavaco Silva[5]
- Adalberto João Jardim - Alberto João Jardim[6]
- Adrião Moreira - Adriano Moreira †[7]
- Afirma Pereira - Silva Pereira
- Aguiar Cabelo Branco - Aguiar Branco
- Ai Lindo Cunha - Arlindo Cunha[8]
- Alberto Choça - Alberto Costa[9]
- Alfredo Beatoso - Alfredo Barroso[10]
- Alheira de Carvalho - Vieira de Carvalho †[11]
- Almeida Bruto - Almeida Bruno[12]
- Almeida Secas / Almeida Tantos / Almeida Tonto - Almeida Santos †[13][14]
- Álvaro Barrete - Álvaro Barreto
- Ameixa do Vale - Aleixo Corbal[15]
- Anémico Nunes - Américo Nunes[16]
- Antoninho Espanha - António Hespanha †[17]
- António Barrete - António Barreto[18]
- António Cachucho / António Capuchinho - António Capucho[19]
- António Campónio - António Campos[20]
- António Estrangeiro - António Monteiro
- António Lixívia/António Mexia nos Bolsos - António Mexia
- António Posta - António Costa[21]
- Armando Tara - Armando Vara[22]
- Arrastadeira de Campos - António Correia de Campos
- Armaldo Natos / Arnaldo dos Patos - Arnaldo de Matos †[23]
- Aspirina Moura / Joaquim Pimba Moura - Joaquim Pina Moura †[24][25]
- Augusto Matateu - Augusto Mateus[26]
- Bacilo Horta / Basílio Hortaliça - Basílio Horta[27]
- Banana Costa Almeida - Ana Costa Almeida[28]
- Banana Jorge - Ana Jorge[29]
- Barriguinhas Cunhal / Cassete Cunhal - Álvaro Cunhal †[30][31]
- Bera Jardim - Vera Jardim[19]
- Berimbau Esteves - Ribau Esteves[32]
- Bestonário Hannibal Marinho Pinto - António Marinho e Pinto[32]
- Betinha Freira Pinto / Maria José Romeira Tinto / Mizé Nogueira Tinto - Maria José Nogueira Pinto †[33][34]
- Betoneira do Amaral - Ferreira do Amaral[35]
- Bisneto Valente - Neto Valente[36]
- Bobo Xavier / Louco Xavier - Lobo Xavier[37][38]
- Cabecinha Jardim - Cinha Jardim
- Carlos Azedo - Carlos Azeredo[39]
- Carlos Beatoso - Carlos Barroso †[36]
- Carlos Candalitch / Carlos Carnaval - Carlos Candal †[40][20]
- Carlos Melão - Carlos Melancia †[41]
- Carlos Navalhas / Cassete Carvalhas - Carlos Carvalhas[30][42]
- Celeste Chatarrona - Celeste Cardona
- Cassete Abreu - António Abreu
- Cassete Amaral - João Amaral[43]
- Cassete Branco - Daniel Branco[44]
- Cassete Brito - Carlos Brito[45]
- Cassete Demétrio - Demétrio Alves[46]
- Cassete Filipe - António Filipe[47]
- Cassete Godinho / Rui Gordinho - Rui Godinho[48][49]
- Cassete Jerónimo - Jerónimo de Sousa[45]
- Cassete Lourenço - António Dias Lourenço †[50]
- Cassete Octávio / Cassete Pato - Octávio Pato †[47][45]
- Cassete Ruben - Ruben de Carvalho †[45]
- Cassete Sá - Luís Sá †[50]
- Cassete Vasco - Vasco Gonçalves †[51]
- Castro Calmas - Castro Caldas †
- Catarina Faz Tinto - Catarina Vaz Pinto[52]
- Cozinheiro e Castro - Ribeiro e Castro
- Croença de Carvalho - Proença de Carvalho[53]
- Cruzeta da Fonte - Fuzeta da Ponte[54]
- Cunha Vais - António Cunha Vaz[4]
- Cunhas e Rodriguinhos - Cunha Rodrigues[55]
- Daniel Sancho Pança - Daniel Sanches[56]
- Dona Odete - Odete Santos †[57]
- Duarte Lama - Duarte Lima[58]
- É de Dar Silvas - Edgar Silva[59]
- Edite Estrilha - Edite Estrela[60]
- Elisa Lixeira - Elisa Ferreira[61]
- Espantalho Eanes - Ramalho Eanes[62]
- Espantalho Rodrigues / Parvalho Rodrigues - Carvalho Rodrigues[63][64]
- Eu Fico Figueiredo / Psiquiatra Figueiredo - Eurico Figueiredo[23][65]
- Ex-Fernando Nogueira - Fernando Nogueira[66]
- Fatinha Felgueiras - Fátima Felgueiras
- Favores e Cunha - Cardoso e Cunha[64]
- Felino Amargo da Costa - Adelino Amaro da Costa †[67]
- Fernando Gomes da Selva - Fernando Gomes da Silva[68]
- Fernando Pensão / Fernando Pretão - Fernando Negrão
- Fernando Seara Alheia - Fernando Seara
- Ferrenho Gomes / Nandinho Gomes - Fernando Gomes[69][70]
- Franciscano Assis / Francisco Imaviz - Francisco Assis[71][72]
- Francisco Trotskã - Francisco Louçã
- Frasco Lourenço - Vasco Lourenço[73]
- Fretes do Amaral - Freitas do Amaral †[74]
- Fumando Brocas - Fernando Rosas
- Furão Baboso / Furão Barroso - Durão Barroso[75][76]
- Furriel Espírito Santo - Gabriel Espírito Santo †[15]
- Garboso Carmona - Fragoso Carmona †[18]
- General Carmona / Carmona Lisa - Carmona Rodrigues
- Gomes Motoreta - Gomes Mota[77]
- Gosta Rambos - Costa Ramos[52]
- Guilherme Alguidar - Guilherme Aguiar[78]
- Grilo Falante - Marçal Grilo[79]
- Heitor Trafulheiras - Heitor Carvalheiras[80]
- Impostos e Cunha - Campos e Cunha
- Infeliz Tadeu - Luís Tadeu[81]
- Isabel Lambreta - Isabel Mota[82]
- Isaltino Não Sais - Isaltino Morais
- Jaime Ranço - Jaime Ramos[83]
- Jaime Trama - Jaime Gama[70]
- João Cravinha / Joãozinho Crava - João Cravinho †[84][85]
- João Tosco Vota Amaral - João Bosco Mota Amaral
- João Só Ares / Johnny Só Ares - João Soares[86][20]
- Jojó Ferreira - Jorge Ferreira †[87]
- Jorge Calão - Jorge Lacão[72]
- Jorge Coelhone - Jorge Coelho †[88]
- Jorge Compaio - Jorge Sampaio †[89]
- José Faz Cortes - José Sasportes
- Jorge Fuseira - Jorge Ferreira †[90]
- José Lego / José Léguas - José Lello †[74]
- José Luis Adjuntaut / José Luís Arranhou - José Luís Arnaut[91]
- José Luís Ajudas - José Luís Judas[92]
- José Motoreta - José Mota[93]
- José Trocas-te - José Sócrates[94]
- Jotinha Duarte - Pedro Duarte[95]
- Lampião Félix - Bagão Félix
- Leonor Carrinho - Leonor Coutinho[80]
- Leonor Esperteza / Nonô Beleza - Leonor Beleza[82][53]
- Luís Armado - Luís Amado
- Luís Gripe Pereira - Luís Filipe Pereira
- Luís Filipe às Vezes / Luís Filipe Mentirezes - Luís Filipe Menezes[96][97]
- Luís Filipe Toupeira - Luís Filipe Madeira[72]
- Luís Salado - Luís Calado[52]
- Manelinha Arcanjo / Manuela Demónio / Manuela é Canja - Manuela Arcanjo[98][99]
- Manuel Alegro / Manuel Triste - Manuel Alegre[100][20]
- Manuel Escuteiro - Manuel Monteiro[57]
- Manuel Maria Sarilho - Manuel Maria Carrilho[101]
- Manuel Zinho - Manuel Pinho
- Manuela Azeda o Leite / Manuela Ferreira Iogurte - Manuela Ferreira Leite[82]
- Maria de Ninguém - Maria de Belém[9]
- Maria Acabado Silva - Maria Cavaco Silva[5]
- Maria Beatoso - Maria Barroso †[102]
- Maria Deslocada Seabra - Maria do Carmo Seabra
- Maria Emília Ceaușescu - Maria Emília Sousa[16]
- Maria Fundação Strogonoff - Maria João Bustorff
- Maria Joselita - Maria José Ritta[103]
- Maria Rude Rodrigues - Maria de Lurdes Rodrigues
- Mariano Gagá - Mariano Gago †[104]
- Mário Só Ares - Mário Soares †[105]
- Marques Mentes / Marques Pentes - Marques Mendes[106][107]
- Martelo Rebelo de Sousa - Marcelo Rebelo de Sousa[57]
- Martello Caetano - Marcello Caetano †[101]
- Matreiro Nabo / Murteira Nabiça - Murteira Nabo[108]
- Medidas Carreira - Medina Carreira †
- Mega Asneira / Mega Gastadeira - Mega Ferreira[64][21]
- Meneres Dinintel - Meneres Pimentel †[109]
- Miguel Tortas - Miguel Portas †
- Mr. Guilherbean - Guilherme d'Oliveira Martins
- Namorinho Pereira - Amorim Pereira[35]
- Nandun de Carvalho - Nandin de Carvalho[110]
- Narcísico Miranda - Narciso Miranda[111]
- Nojeira de Brito - Nogueira de Brito[112]
- Nojeira Salazar - Oliveira Salazar †[31]
- Nuno Kruz Abacaxi - Nuno Kruz Abecasis †[34]
- Nuno Esmurrais Sarmento - Nuno Morais Sarmento
- Otelo Só Raiva de Carvalho - Otelo Saraiva de Carvalho †[113]
- Pacóvio Nunes - António Nunes
- Papoila dos Santos - Capoulas Santos[114]
- Pau Pedreira - Paulo Pereira[52]
- Pau Pedroso - Paulo Pedroso[4]
- Paulo Torneira Pinto - Paulo Teixeira Pinto[32]
- Paulo Tortas - Paulo Portas[40]
- Pedregulho Baptista - Pedro Baptista[115]
- Pedro Calabouço - Pedro Cardoso †[15]
- Pedro Caldeiradas - Pedro Caldeira[38]
- Pedro Passa-me o Coelho / Pedro Passos Fedelho / Pedro Patas de Coelho / Pedro Troca os Passos - Pedro Passos Coelho[82][58]
- Peixeiro Pereira - Pacheco Pereira[116]
- Pial Teixeira - Gabriel Teixeira[117]
- Piroseira de Lima - Isabel Pires de Lima
- Pobre Guedes - Nobre Guedes[118]
- Presunto Chaves - Henrique Chaves
- Razia dos Santos - Garcia dos Santos[119]
- Razia José Morgado - Maria José Morgado
- Razia Pereira - Garcia Pereira
- Rodrigues Inconsolado - Rodrigues Consolado[47]
- Rui Bronco da Silva - Rui Gomes da Silva
- Rui Ri / Rui Riso - Rui Rio[35]
- Sá Cordeiro - Sá Carneiro †[120]
- Saldanha Sancho - Saldanha Sanches †[121]
- Santana Flopes - Santana Lopes[89]
- Seja Franco - Sousa Franco †[9]
- Sério Sousa Pintainho - Sérgio Sousa Pinto[122]
- Severo Teixeira - Severiano Teixeira
- Silva Penedo - Silva Peneda[123]
- Sílvio Servente - Sílvio Cervan[37]
- Stress Monteiro - Strecht Monteiro[94]
- Susto Santos Silva - Augusto Santos Silva
- Suharto Carneiro - Roberto Carneiro
- Teixeira dos Bancos - Teixeira dos Santos
- Tele Tegui - Teresa Caeiro
- Telmo Correia-de-Transmissão - Telmo Correia
- Tem Dias Loureiro - Dias Loureiro[66]
- Teresa Descalça - Teresa Calçada[52]
- Teresa Patrício Sereia / Tita Gouveia - Teresa Patrício Gouveia[82][91]
- Tita Seabra / Zita Macabra - Zita Seabra[124][125]
- Tó Salseiro - António Salgueiro[126]
- Toneca Guterres - António Guterres[57]
- Toni Vitorino - António Vitorino[9]
- Torres Campónio - Torres Campos †[127]
- Torres Coito / Torres Oco - Torres Couto[128][16]
- Tó Zé Inseguro - António José Seguro[64]
- Vasco Rasca Moura - Vasco Graça Moura †[21]
- Velhinho Catroga - Eduardo Catroga
- Velho Simão - Veiga Simão †[129]
- Vereador Bexiga - Ricardo Bexiga[4]
- Virgílio de Orvalho - Virgílio de Carvalho †[130]
- Vítor Tontâncio - Vítor Constâncio[70]
- www.Magalhães.pt - José Magalhães[131]
- Zero Rodrigues / Zorro Rodrigues - Ferro Rodrigues[9]
- Zezé Beleza - José Beleza[53]

### Políticos internacionais
- Abel Mamutes - Abel Matutes[132]
- Alemã Merkel - Angela Merkel
- Arnaldo Schwartzenegger - Arnold Schwarzenegger
- Augusto Panaché - Augusto Pinochet †[133]
- Barraca Abana - Barack Obama
- Big Laden - Osama Bin Laden †
- Bruto Chávez - Hugo Chávez †
- Cassete Karl Marx - Karl Marx †[112]
- Cassete Estaline - Josef Estaline †[134]
- Cassete Lenine - Lenine †[135]
- Chanfana Gusmão / Xalana Gusmão - Xanana Gusmão[41][136]
- Chega-lhe a Vara - Che Guevara †[137]
- Condoleezza Rasca - Condoleezza Rice
- David Camarão - David Cameron
- Dilma Palete - Dilma Rousseff
- Donald Grunhosfeld - Donald Rumsfeld †[29]
- Fernando Henrique Caipira - Fernando Henrique Cardoso[138]
- Fidel Gasto - Fidel Castro †[139]
- Franciou Chirac - Jacques Chirac †
- George W. Embuste - George W. Bush
- Geral Alckmin - Geraldo Alckmin[140]
- Jacques Santinho - Jacques Santer[141]
- Joaquim Chiça - Joaquim Chissano[138]
- José Luiz Sapateiro - José Luiz Zapatero
- José María Asnear - José María Aznar
- Juanito - Juan Carlos da Espanha
- Jusuf Abébias - Jusuf Habibie †[142]
- Kofi Anão - Kofi Annan †[143]
- Lula da Selva - Lula da Silva
- Marcolino Coco - Marcolino Moco[144]
- Nino Viagra - Nino Vieira †[145]
- Rambos-Horta - Ramos-Horta[4]
- Sacana Hussein - Saddam Hussein †[146]
- Shuarto - Suharto †[147]
- Síndroma Sarkozy - Nicolas Sarkozy
- Toneca Blair - Tony Blair[148]
- Vil Clinton - Bill Clinton[149]
- Vladimir Pudim - Vladimir Putin

### Empresários e banqueiros
- António Champôlimão - António Champalimaud †[150]
- Belmiro Mete Medo - Belmiro de Azevedo †[151]
- Betty Frankenstein - Betty Grafstein
- Bill Gaitas - Bill Gates[152]
- Costa Carlos - Carlos Costa
- Francisco Bolsa-na-Mão - Francisco Pinto Balsemão[153]
- Jardineiro Gonçalves / Jasmim Gonçalves - Jardim Gonçalves[154]
- Joe Petardo - Joe Berardo
- José Manuel de Melro - José Manuel de Mello
- Ligeiro Marques - Ludgero Marques[155]
- Oliveira e Tosta - Oliveira e Costa †
- Ricardo Zangado / Pecado Salgado - Ricardo Salgado
- Pedro Caldeiradas - Pedro Caldeira[135]
- Sucateiro Godinho - Manuel Godinho
- Vasco Amargado - Vasco Morgado[49]

### Monárquicos
- D. Duarte Tio - Dom Duarte Pio[105]
- Isabel Sem Rédea - Isabel de Herédia[156]
- Nuno Álvares Peneira - Nuno Álvares Pereira

### Desportistas e dirigentes
- Açaime Pacheco - Jaime Pacheco
- Augusto Roubar-te - Augusto Duarte[4]
- Bimbo Correia / Pintainho Correia - Pinto Correia[157][158]
- Bimbo da Costa - Pinto da Costa †[159]
- Bojardel - Mário Jardel[157]
- Bostinha / Tostinha - Costinha[160][161]
- Bué Eduardo Bettencourt - José Eduardo Bettencourt
- Bué Villas-Boas - André Villas-Boas
- Carlão Manuel - Carlos Manuel[162]
- Carlitos Queiroz / Carlos Filhós / Carlos Quebra-Noz - Carlos Queiroz[163][164]
- Carlos Cacilheiros - Carlos Calheiros[158]
- Choramingos Paciência / Dominguito Paciência - Domingos Paciência[165][166]
- Chuto Heinckas - Jupp Heynckes
- Cristianinho Ronaldo/Choramingando Ronaldo - Cristiano Ronaldo
- Desnorton de Matos - Norton de Matos[12]
- Deusébio - Eusébio †[167]
- Emílio Peixinho / Peixe-Espada - Emílio Peixe[161][160]
- Esperto Coelho / Handicap Coelho - Humberto Coelho[161]
- Ex-Vocalista dos Ban - João Loureiro[123]
- Fernando Coice - Fernando Couto[168]
- Fernando Dentes - Fernando Mendes[169]
- Fernando Santinho - Fernando Santos
- Fica a Nove - Ilian Dimov[12]
- Fífias da Cunha - Dias da Cunha
- Filipe Suores Franco - Filipe Soares Franco
- Gabiru Alves - Gabriel Alves[170]
- Grande Chonas - Graeme Souness[171]
- Henrique Secretário - Henrique Hilário[172]
- Herberto Madagil / Hildeberto Madagil - Gilberto Madaíl[173][165]
- Hermínio Futeboleiro - Hermínio Loureiro
- João Finto - João Pinto[167]
- João Mamalheiro - João Malheiro
- João Vale Tudo - João Vale e Azevedo[174]
- Joaquim Peixeira - Joaquim Teixeira †[175]
- Jorge Artur - Artur Jorge[168]
- Jorge Cavalete - Jorge Cadete[165]
- Jorge Coirato / Jorge Tramado - Jorge Coroado[176]
- Josef Magalhães - Olímpio de Magalhães †[40]
- José António Gaspacho - José António Camacho[177]
- José Luis Alarvo - José Luis Camargo[178]
- José Moirinho / José Meirinho - José Mourinho[179]
- José Soquete - José Roquette[172]
- Juve Leo Silvestre - Juvenal Silvestre[159]
- Limões de Almeida - Simões de Almeida[174]
- Luís Figa / Luís Fígado / Luís Fisga - Luís Figo[168][172]
- Luís Filipe Orelha - Luís Filipe Vieira
- Luís Felipão Chocolari - Luís Felipe Scolari
- Major Valentão / Major Valentinho / Valentim Loureiricci - Valentim Loureiro[157][96][40]
- Manel Amásio - Manuel Damásio[157]
- Manel Zezinho - Manuel José[180]
- Manuel Bezerrão - Manuel Serrão[178]
- Manuel Mamosa - Manuel Barbosa †[181]
- Manuel Vilavinho - Manuel Vilarinho
- Mauzinho Santos - Paulinho Santos[182]
- Mico Rafeiro Telles - Ribeiro Telles[183]
- Nando Barata Tonta - Fernando Barata[184]
- Nemo - Neno †[172]
- Ninani - Nani
- Octávio Malvado - Octávio Machado[159]
- Patares Teles - Tavares Teles
- Paulo A Priori - Paulo Autuori[181]
- Paulo Madeireiro - Paulo Madeira[185]
- Paulo Vento - Paulo Bento
- Péssimo Monteiro - Pôncio Monteiro †
- Pimenta Marado - Pimenta Machado[26]
- Puleta - Pedro Pauleta
- Quim Oliveirinha - Joaquim Oliveira[165]
- Robby Bobson - Bobby Robson †[186]
- Rui Berros - Rui Barros[166]
- Rui Ostra Santos - Rui Santos[177]
- Rui Tosta - Rui Costa
- Sá Pintas - Sá Pinto[187]
- Tarzan Taborda - Martín Taborda[12]
- Tiago Terceiro - Tiago Monteiro
- Tó Oliveirinha - António Oliveira[170]
- Toino - Toni[188]
- Treinador Jesus - Jorge Jesus
- Vicente Cantador - Vicente Cantatore[171]
- Vítor Baliza - Vítor Baía[189]
- Vítor Macieira - Vítor Pereira[190]
- Zezé Rafeiro Telles - Ribeiro Telles[183]

### Jornalistas, diretores e personalidades televisivas
- Alerta Marques Fernandes - Alberta Marques Fernandes
- Afilhado Gouveia / Fialho Colmeia - Fialho Gouveia †[81]
- Arara Peneira Alves - Clara Ferreira Alves
- Armando Saraivada - José Hermano Saraiva †
- Artur Almarrã - Artur Albarran †
- Babá Entreténs - Bárbara Guimarães
- Bernard Pifou - Bernard Pivot[191]
- Carapinha Jardim / Cabecinha Jardim - Cinha Jardim[192]
- Carlos Catrapuz - Carlos Cruz[81]
- Chico Peninha - Francisco Penim
- Creolina Salgado - Carolina Salgado
- David Borgas - David Borges[158]
- Degenerado Moniz - José Eduardo Moniz
- Diafragma Crawford - Marta Crawford[193]
- Edisperto Lima - Ediberto Lima[194]
- Elídio Grangel / Emídio Grangel / Emídio a Granel / Emídio Granel - Emídio Rangel †[153][195][196]
- Elsa Raposa - Elsa Raposo
- Esperteza Guilherme / Treta Guilherme / Tristeza Guilherme - Teresa Guilherme[197][198][199]
- Fátima Campos Regateira - Fátima Campos Ferreira
- Felipa a Granel - Felipa Garnel[195]
- Fernandinho Pessa - Fernando Pessa †[200]
- João Balão / João Boião / João Foleirão / Saltitão Baião - João Baião[201][202][194]
- Joaquim Frutado - Joaquim Furtado[15]
- Jorge Esfíncter - Jorge Schnitzer[195]
- Jornalista Crespo - Mário Crespo
- José Alberto a Retalho - José Alberto Carvalho
- José Carlos Palato - José Carlos Malato
- José Castelo Bronco - José Castelo Branco
- José Miguel Judicioso - José Miguel Júdice[32]
- José Rodrigues dos Prantos - José Rodrigues dos Santos[203]
- José Sarna Fernandes - José Sá Fernandes[32]
- Judite de Sonsa - Judite de Sousa[151]
- Júlia Dinheiro / Júlia Foleiro - Júlia Pinheiro[196]
- Júlio Resíduo - Júlio Isidro
- Leonor Lampião - Leonor Pinhão
- Lili Canecas / Lili Caraças / Lili Carraças - Lili Caneças[204][205][18]
- Luís de Matoso - Luís de Matos[206]
- Macaco Adrião - Macaco Adriano[48]
- Mania Elisa - Maria Elisa[52]
- Manuel Grande Seca - Manuel Fonseca
- Manuela Boca Guedes - Manuela Moura Guedes[207]
- Mário Pasquim - Mário Castrim †[180]
- Ministros Fedorentos / Gato Sarnento - Gato Fedorento
- Nectarina Furtado - Catarina Furtado
- Nuno Ranhos de Almeida - Nuno Ramos de Almeida[196]
- Nuno Sandes - Nuno Santos
- Pirilimpimpinha Jardim - Pimpinha Jardim
- Rapazes da Luta - Homens da Luta
- Remexe Romero - Merche Romero
- Rodrigo Secas de Carvalho - Rodrigo Guedes de Carvalho
- Rude Marques - Rute Marques[208]
- Rui Escardardes - Rui Tavares
- Rui Ratazana - Rui Cartaxana[209]
- Tó Sala / Toni Sala - António Sala[210][160]
- Vítor Lepra - Vítor Serpa[211]
- Vítor Louco Minto - Vítor Moura-Pinto[134]

### Músicos e bandas
- A Gata / Agarra-te - Ágata[212]
- Afonso da Câmara Peneira - Afonso da Câmara Pereira[49]
- Bebas da Câmara Peneiras / Berrnardo da Câmara Peneira - Bernardo da Câmara Pereira[183][49]
- Bivalvi - Vivaldi[177]
- Carlos Zê - Carlos Tê[213]
- Cesária Beja - Cesária Évora †[214]
- Emanuel Dois - Emanuel[212]
- Flipado Glass - Philip Glass[215]
- Foleirins - Delfins[216]
- Gonçalo da Câmara Peneira - Gonçalo da Câmara Pereira[49]
- Iran Bosta - Iran Costa[210]
- João Praga - João Braga
- José Falsário - José Calvário †[107]
- Mandonna - Madonna[217]
- Miguel Asno - Miguel Ângelo[216]
- Pedro Vergonhosa - Pedro Abrunhosa[218]
- Pequeno Faúl - Pequeno Saúl[212]
- Nuno da Câmara Peneira - Nuno da Câmara Pereira[219]
- Rão Calhau - Rão Kyao[220]
- Rui Vieira Népia - Rui Vieira Nery[28]
- Rui Guloso / Rui Zeloso - Rui Veloso[213][221]
- Sem Tino de Almeida - Vitorino d'Almeida[177]
- Senhora Dona Amália - Amália Rodrigues †[21]
- Vampiriza - Mariza
- Vicente da Câmara Peneira - Vicente da Câmara Pereira[49]
- Zazá de Belém - Fafá de Belém[160]

### Escritores e professores
- Agustina Peça-Anis - Agustina Bessa-Luís †[222]
- António Louco Antunes - António Lobo Antunes[222]
- Becas Moniz - Egas Moniz †[223]
- Calçada Baptista - Alçada Baptista †[224]
- Cassete Galopim de Carvalho - Galopim de Carvalho[225]
- Daniel Compaio - Daniel Sampaio[24]
- José Garboso Pires - José Cardoso Pires †[222]
- José Sarabago - José Saramago †[119]
- Margarida Foleira Pinto - Margarida Rebelo Pinto
- Miguel Louça Tavares / Pincel Sousa Tavares - Miguel Sousa Tavares[226]
- Vasco Poluído da Mente / Vasco Pulido Insolente - Vasco Pulido Valente †[18][4]

### Realizadores e atores
- Alexandre Fruta - Alexandre Frota
- Armando José - Herman José[227]
- Arnaldo Schwartzenegger - Arnold Schwarzenegger[228]
- Bifana Abreu - Luciana Abreu
- Cardo Araújo Pereira - Ricardo Araújo Pereira
- Catraia Chaves / Papaia Chaves - Soraia Chaves[121]
- Chulé Diogo Quintela - José Diogo Quintela
- Engordando Mendes - Fernando Mendes
- Eunice Manhoz - Eunice Muñoz[229]
- Filipe La Feira - Filipe La Féria[230]
- João Azelho - João Botelho
- Lídia Frango - Lídia Franco[53]
- Luiz Peixe Seco - Luiz Pacheco[231]
- Mamita Pereira - Rita Pereira
- Marmela Anderson - Pamela Anderson[146]
- Mestre Oliveira / Pincel de Oliveira - Manoel de Oliveira †[221]
- Miguel Esterco Cardoso - Miguel Esteves Cardoso[38]
- Nelo Gibson - Mel Gibson[130]
- Paulo Piroso - Paulo Pires[232]
- Quentin Taralhouco - Quentin Tarantino
- Raul Soldado - Raul Solnado †[81]
- Silvestre Stallone - Sylvester Stallone[228]
- Sylvia Cristal - Sylvia Kristel †[212]

### Arquitetos e pintores
- Júlio Pomada - Júlio Pomar †[233]
- Tomás Traseira - Tomás Taveira[4]
- Visa Sizeira - Siza Vieira[234]

### Personalidades religiosas
- Cardeal Cervejeira - Manuel Gonçalves Cerejeira †[235]
- Dalai-lamaçal - Dalai-lama[41]
- Frederico Chunga - Frederico Cunha[236]
- Papa - Papa Bento XVI (João Paulo II até 2005)[237]
- Vítor Malícias - Vítor Melícias[57]

### Criminosos
- Bruno Bidé - Bruno "Pidá"[4]
- Rosa Macaco - Rosa Casaco †[198]

### Personagens fictícios, neutros e sem paródia
- Alberto D'Assis[238]
- Bebé[239]
- Boby[173]
- Mário Modesto
- Pavarotti †[105]
- Puto Reguila[240]
- Rita Pivô[105]
- Suharto †[149]
- Tareco[173]
- Zé Povinho

### Canais de televisão
- A Dois Ponto e Vírgula - A Dois
- CarnaSIC - SIC[241]
- CMM - CNN[184]
- Disner - Disney
- National Anthropologic - National Geographic
- Ossideia - Odisseia
- TVIndemol - TVI

### Programas de televisão e filmes
- ABJura - Jura
- Acabadus Park - Jurassic Park[242]
- Armando 98 - Herman 98[18]
- ArmandoCarnaSIC - HermanSIC[121]
- As Matinées da Júlia - As Tardes da Júlia
- Às Vezes Sou Lenda - Eu Sou a Lenda[243]
- Big Balda - Big Brother
- Bigue Show CarnaSIC - Big Show SIC[48]
- Bimbo & Cª - Duarte & Cª
- Boa Noite Portugal - Bom Dia Portugal[244]
- Carlos Springer Show - The Jerry Springer Show[245]
- Circulatura do Quadrado - Quadratura do Círculo[246]
- Contra Raw - WWE Raw
- CSI: Cascais - CSI: Miami
- Dança Contigo Próprio/Danço Contigo - Dança Comigo
- Desafina por Mim - Canta Por Mim
- Diz que É uma Espécie de Governo de Esquerda - Diz que É uma Espécie de Magazine
- E Depois do Beijinho Até Amanhã - Depois do Adeus[32]
- Eleição Triunfo - Operação Triunfo
- Em Busca de Nemo Guterres - À Procura de Nemo[247]
- Endivide-se mais do que um Autarca de 10 Anos?/Sabe mais que um Treinador do Sporting há 2 Anos? - Sabe mais do que um Miúdo de 10 Anos?
- Espatavento - Catavento[57]
- Este País Não É para Honestos - Este País Não É para Velhos[177]
- Famelga Superstar - Família Superstar
- FCP Vida Selvagem - BBC Vida Selvagem
- Feliz Aniversário - Parabéns[201]
- Foleirabella - Floribella
- Guterrela - Gabriela
- Homem às Aranhas - Mandato 2 - Homem-Aranha 2[248]
- Jornalista Crespo Entrevista - Mário Crespo Entrevista
- Lino, o Construtor - Bob, o Construtor[249]
- Matarruangos com Açúcar - Morangos com Açúcar
- Mi Liga Vai Girl - Call Girl[121]
- Nóddoa - Noddy
- O Peso Certo / O Preço Certinho - O Preço Certo[231]
- O Século do Vovô - O Século do Povo[31]
- O Silêncio dos Corruptos - O Silêncio dos Inocentes[121]
- Pensas que Sabes Dançar? - Achas que Sabes Dançar?
- Pró do Contra - Prós e Contras
- PSD no Coração - Portugal no Coração
- Quem Quer Ser Podre de Rico? - Quem Quer Ser Milionário?
- Quem Quer Ser Presidente da F.P.F.? - Alta Pressão/Quem Quer Ser Milionário - Alta Recessão - Quem Quer Ser Milionário? - Alta Pressão
- Rídolos - Ídolos
- Sanita do Poder - Cadeira do Poder[250]
- Secretos Porco Preto - Secret Story - Casa dos Segredos
- Sesta à Noite - Sexta à Noite[121]
- Tonto de Encontro - Ponto de Encontro[251]
- Vila Feia - Vila Faia

### Eventos
- Bobos de Ouro - Globos de Ouro[232]
- Festa do Adiante - Festa do Avante![45]
- FÍFIA Great Gala of Sexy Football - Melhor jogador do mundo pela FIFA

### Imprensa escrita
- 48 Horas/24ª Hora/24 Horrores - 24 Horas
- A Borla - A Bola[211]
- Binário de Notícias / Dia Notícias - Diário de Notícias[252]
- BIP - VIP[253]
- Correio da Manha / Correio Matinal - Correio da Manhã
- El Patatís - El País[254]
- Espesso - Expresso[255]
- FHF - FHM
- Le Fígado - Le Figaro[121]
- Lix - Lux
- O Indecente / O Incoerente - O Independente[256]
- Olhão / Vidrão - Visão[231][257]
- Paris Much - Paris Match[231]
- Playboi - Playboy
- Polvo Livre - Povo Livre[106]
- Publicado / Púdico / Púlpito - Público[258][259]
- Qual & Tal - Tal & Qual[83]
- Racord - Record[241]
- Taras - Caras[260]
- Veija - Veja

### Livros
- A Justiça É uma Beleza - O Processo Leonor Beleza[53]
- O Príncipe com orelhas de Burro - O Príncipe com Cabeça de Cavalo[4]

### Bancos e seguradoras
- Banco Português de Negociatas - BPN
- Batotta - Totta
- Banco Espirros de Santos / Banco Espirro Santo / Banco Empresta ao Sporting - Banco Espírito Santo[41]
- Caixa Geral da Presidência / Caixa Geral de Depositações - Caixa Geral de Depósitos
- Europédis - Médis
- Fidelidade Canina - Fidelidade Mundial
- Milénnio BCP / Jardinnerium BCP / Billennium BCP - Millennium BCP[32]
- Governo Socialista Geral / Montecristo Geral / Montepírulas - Montepio
- OK! Telesacanas - OK! Teleseguros[261]

### Telecomunicações
- PS / PSD / SCP / TristeMN / Cozinheiro e CastroMN - TMN
- Tortafone / PSDfone / Belémfone / Benficafone - Vodafone
- PSD / Ótimo - Optimus
- TP / PM / PS / PSD / CML - Portugal Telecom
- TV Cabo - TVCabo
- PS / FCP - MEO

### Internet
- Fakebook - Facebook
- Sapo da Costa - SAPO
- Twitta - Twitter[262]
- YouTubas - YouTube

### Organizações e partidos políticos
- Berloque de Esquerda - Bloco de Esquerda
- Cruz Encarnada - Cruz Vermelha
- FÍFIA - FIFA
- Grupo Melro - Grupo José de Mello[121]
- Polícia Policiária (PPota) - Polícia Judiciária[186]
- Santa Casa da Cerimónia / Santa Casa da Maçaroca - Santa Casa da Misericórdia[192][263]

### Lugares
- Barracada Theatre - A Barraca[177]
- Kromlin - Discoteca Kremlin[264]

### Outras marcas
- Aku - Aki
- Azagres - Sagres[265]
- Berloque Pluma - Galp Pluma
- Cafés Asa-Delta / Nabelta Cafés - Delta Cafés[266]
- Caféxpresso - Nespresso[246]
- Choné / Sonai - Sonae[151]
- Chocoflopesmix - Chipmix[267]
- Chonel - Chanel[268]
- CraqueMarkt - MediaMarkt
- Descafeinado Descafeinado - Café Café[18]
- Dromedário - Camel[177]
- Duracellas - Duracell[269]
- Editora Porto - Porto Editora[270]
- El Choque Inglés - El Corte Inglés
- Eleições Essence - Herbal Essences[267]
- EPD - EDP[271]
- Erromilhões / Fiscomilhões - Euromilhões
- Ex-Rally Sakar - Rally Dakar[243]
- Ferrero Fê Cê Pê - Ferrero Rocher
- Francesinhas Bimbo - Bimbo
- Gigolaut - Renault
- Gluglo - Iglo[99]
- Golp - Galp
- GS - SG[177]
- Hugo Bossas - Hugo Boss[124]
- Ibertrolla - Iberdrola[121]
- Impresta - Impresa
- Incontinente - Continente[151]
- Ivo São Lourenço - Yves Saint Laurent[124]
- João Daniel - Jack Daniel's[121]
- Jorge Armandi - Giorgio Armani[124]
- Lobiflor - Moviflor[272]
- Lucky Stroke - Lucky Strike[177]
- MacDonaldo / McRonald's / McFlopes / McBimbo / McTrocas-te - McDonald's[273]
- Mar da Tanga - Mar da Palha[274]
- Mauboro - Marlboro[177]
- Mike - Nike[275]
- MIKEA - IKEA
- Mini Flopes - Pingo Doce
- Moca-Engil - Mota-Engil
- O Poupadinho - Chimarrão
- Pasta Medicinal Pouco - Pasta Medicinal Couto
- Paulotortea - Nestea
- PB - BP
- Pepsa - Cepsa
- Política Modelo - Modelo
- Portuguese Express - American Express[276]
- Pucci - Gucci
- Restaurador Flopex - Restaurador Olex
- Roy-Royce - Rolls-Royce[277]
- Sepsol - Repsol
- Shellas - Shell
- Sporting Rover - Land Rover
- TAPA / TRAP - TAP[278][271]
- Telediploma - Telepizza
- Totoesférico - Totobola[279]
- Totopolítica - Totoloto
- Trik Trak - Kit Kat
- Trix Madeira/Trix Autarquias - Twix[280]
- Troca-Cola - Coca-Cola[273]
- Trucky Sark - Cutty Sark[281]
- Trysler - Chrysler[277]
- Tony - Sony
- Vasco da Goma - Shopping Vasco da Gama
- WikiBikiniLeaks - WikiLeaks

### Canções
- "Adeus, Tristeza (Fernando Tordo) - cantada por Furão Barroso[282]
- "Amigos Para Siempre" - cantada por Santana Flopes e Paulo Tortas[283]
- "Born in the USA" (Bruce Springsteen) - George W. Embuste[284]
- "Creep" (Radiohead) - George W. Embuste
- "Chama o António" (Toy) - José Trocas-te[285]
- "Dragostea Din Tei" (O-Zone) - cantada por Paulo Tortas, Pobre Guedes e Lampião Félix[286]
- (You Gotta) Fight for Your Right (To Party!) (Beastie Boys) - cantada por Francisco Trotskã, Fumando Brocas e Miguel Tortas[287]
- "Gaivota" (Amália Rodrigues) - cantada por Dona Odete
- "Gimme More" (Britney Spears) - cantada por Santana Flopes[288]
- "Fantasminha Brincalhão" (Avô Cantigas) - cantada por Marques Pentes[289]
- "Just a Gigalo" / "I Ain't Got Nobody" (Louis Prima) - cantada por Santana Flopes[290]
- "Rolling na Reboleira (Macacos do Chinês) - cantada por José Trocas-te, Manuela Azeda o Leite, Cassete Jerónimo e Francisco Trotskã; com participação dos Macacos do Chinês

## Frases
- "Bobi, Tareco, busca, busca, mata, mata!" / "Penso eu de que..." - Bimbo da Costa (Pinto da Costa)
- "Vamos Surrealizar por aí" - Ex-Vocalista dos Ban (João Loureiro)
- "...Com toda a fernesse" - Furão Barroso (Durão Barroso)
- "É a vida" - Toneca Guterres (António Guterres)
- "Ganda noia!" - Luis Marques Pentes (Luís Marques Mendes)
- "Este governo pisca o olho à direita, governa contra os trabalhadores e está a entregar o país ao grande capital estrangeiro e às famílias Melro e Champolimão e pratica a política do quero, posso e mando!" - Cassete Carvalhas (Carlos Carvalhas)
- "Pá!" - Jorge Compaio (Jorge Sampaio)
- "São vinte valores, vinte valores" - Martelo Rebelo de Sousa (Marcelo Rebelo de Sousa)
- "West Coast of Europe by Nick Nite" - Manuel Zinho (Manuel Pinho)

## Críticas e Controvérsias

### Paródia
"Contra informação" foi nos primeiros tempos criticado pela paródia aos programas da BBC. Ainda em 1996, a RTP começou a receber ultimatos que iriam bloquear as transmissões de futebol na emissora, caso não terminassem com o programa até ao final do ano. No entanto, uma defesa do diretor de programas (na época, Joaquim Furtado), posteriormente, resolveu esse problema.

### Acusação de abstenção
A 12 de janeiro de 2001, a RTP transmitiu às 20:55, um especial das eleições presidenciais, que gerou polémica entre políticos e espetadores. O assunto acabou por chegar à Alta Autoridade para a Comunicação Social (atualmente, ERC), onde o programa foi acusado de abstenção. Posteriormente, a RTP entregou uma gravação do programa para ser analisada pela autoridade e a deliberação acabou aprovada.

### RTP Memória
Em 2015 e 2016, a RTP Memória repetiu as emissões dos anos 90; no entanto, as constantes repetições geraram polémica nas redes sociais aos telespetadores, pois as transmissões dos anos 2000 não estavam a acontecer.   